# Grand Prix du Midi Libre
De Grand Prix du Midi Libre (meestal afgekort tot Midi Libre) was een meerdaagse wielerwedstrijd in het zuiden van Frankrijk. De wedstrijd, genoemd naar de krant die de wedstrijd organiseerde, werd voor het eerst in 1949 verreden en gold als een van de belangrijkere voorbereidingswedstrijden op de Ronde van Frankrijk. Vanwege de heuvels in de regio werd de wedstrijd meestal door klimmers gewonnen, maar een enkele keer viel de beslissing in via een ontsnapping in een vlakke etappe.
In 2003 werd de wedstrijd wegens financiële problemen niet georganiseerd. Een jaar later keerde de wedstrijd terug op de kalender, nu onder de naam Tour du Languedoc-Roussillon, maar na één editie viel ook voor deze wedstrijd het doek.

## Meervoudige winnaars
| Overwinningen | Renner               | Land      | Jaren                  |
| ------------- | -------------------- | --------- | ---------------------- |
| 4             | Jean-René Bernaudeau | Frankrijk | 1980, 1981, 1982, 1983 |
| 2             | Antonin Rolland      | Frankrijk | 1950, 1956             |
| 2             | André Foucher        | Frankrijk | 1964, 1965             |
| 2             | Claude Criquielion   | België    | 1986, 1988             |

## Overwinningen per land
| Overwinningen | Land                                                           |
| ------------- | -------------------------------------------------------------- |
| 30            | Frankrijk                                                      |
| 9             | Italië                                                         |
| 6             | Spanje                                                         |
| 4             | België                                                         |
| 1             | Zwitserland, Luxemburg, Nederland, Slowakije, Verenigde Staten |